# Боби Русо
Жосеф Жан-Пол Робер Русо (фр. Joseph Jean-Paul Robert Rousseau; Монтреал, 26. јул 1940) некадашњи је професионални канадски хокејаш на леду који је током каријере играо на позицијама деснокрилног нападача. Четвороструки је освајач Стенли купа.
Као члан сениорске репрезентације Канаде учествовао је на ЗОИ 1960. у Скво Валију када је селекција Канаде освојила сребрну медаљу. Русо је на олимпијском турниру у седам одиграних утакмица постигао 5 голова, од чека чак 4 у утакмици Канађана против Јапана.

## Професионална каријера
Русо професионалну каријеру започиње у сезони 1960/61. када је заиграо у НХЛ лиги за екипу Монтреал канадијанса, тим у ком ће провести наредних десет сезона. У дебитантској професионалној сезони одиграо је 15 утакмица за Канадијансе и остварио учинак од 3 поена. Већ наредне сезоне успео је да се избори за место у првом тиму, те је са 45 индексних поена (21 гол и 24 асистенције) добио Калдеров меморијални трофеј, признање које се традиционално додељује најбољем дебитанту лиге. На утакмици коју су Канадијанси играли против Детроит ред вингса 1. фебруара 1964. Русо је у победи свог тима резултатом 5:1 учествовао са свих 5 погодака, поставши тако тек један од неколицине професионалних НХЛ играча са, у то време, постигнутих пет или више голова на једној утакмици. Играјући у дресу тима из Монтреала Русо је освојио чак 4 трофеја Стенли купа (у сезонама 1964/65, 1965/66, 1967/68. и 1968/69). Са учинком од чак 48 асистенција (којима је придодао још и 30 голова) у сезони 1965/66. проглашен је за најбољег асистента првенства. Током играчке каријере у Канадијансима Русо је и три пута играо на утакмицама свих звезда лиге.
Након десет година проведених у Канадијансима, Русо је трејдован у екипу Минесота норт старса у којима је одиграо целу сезону 1970/71. (4 гола и 20 асистенција). Потом је по окончању те сезоне трејдован у Њујорк ренџерсе у којима је након 4 сезоне и окончао професионалну играчку каријеру. Са Ренџерсима је у сезони 1971/72. играо финале Стенли купа, своје укупно пето у каријери (Ренџерси изгубили серију од Бруинса). 